# Fabián Zambrano
Fabián Andrés Zambrano Jiménez (Nemocón, Cundinamarca, Colombia; 13 de mayo de 1996), es un futbolista colombiano que juega como Volante y actualmente milita en el Fortaleza Esporte Clube de la Serie A brasileña.

## Trayectoria

### Inicios
Fabián nació en el municipio de Nemocón, Cundinamarca, en el centro de Colombia. Empezó a jugar fútbol a una corta edad, y pasó a la Selección Cundinamarca, y al Chía Fútbol Club. Allí, fue visto por un entrenador que lo llevó a las divisiones inferiores del Bogotá Fútbol Club.

### Bogotá Fútbol Club
En el año 2012, Fabián llegó a las divisiones inferiores del Bogotá Fútbol Club, donde se formó como futbolista. 
Con la camiseta del Bogotá, debutó como profesional en el segundo semestre del 2014. En ese primer semestre, jugó algunos partidos. En el 2015, se afianzó en el onceno titular del equipo bogotano, y tiene buenos partidos tanto por el Torneo del Ascenso, y por Copa Colombia. El año 2016, fue bueno para el volante cundinamarqués; que se consolidó como una de los titulares del equipo y una de las figuras.

## Clubes
| Club               | País     | Año           |
| ------------------ | -------- | ------------- |
| Bogotá Fútbol Club | Colombia | 2014-2019     |
| Fortaleza E.C.     | Brasil   | 2019-Presente |